# Hothfield
Hothfield – wieś w Anglii, w hrabstwie Kent, w dystrykcie Ashford. Leży 24 km na południowy wschód od miasta Maidstone i 76 km na południowy wschód od centrum Londynu. W 2001 miejscowość liczyła 880 mieszkańców.